# Kronstadt (Rusland)

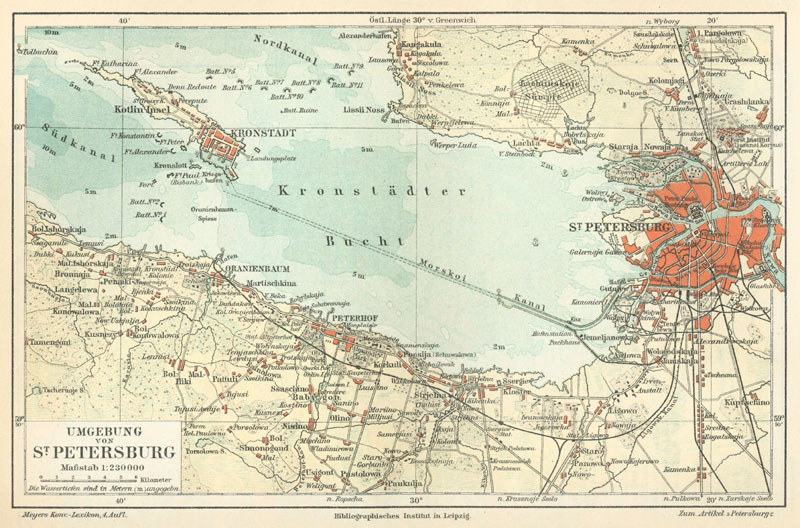
Kaart van Kronstadt en Sint-Petersburg uit 1888

Kronstadt (Russisch: Кронштадт; Kronsjtadt; Nederlands, letterlijk: "Kroonstad") is een versterkte Russische havenstad op het eiland Kotlin in het oostelijke deel van de Finse Golf op de rand van de Nevabaai. De stad ligt ongeveer 30 kilometer ten westen van Sint-Petersburg.

## Geschiedenis
Kronstadt werd evenals Sint-Petersburg gesticht door Peter de Grote. Sint-Petersburg moest beschermd worden tegen aanvallen vanuit zee en het eiland Kotlin lag ideaal om de toegang tot de stad te blokkeren. De bouw van het eerste fort, Kronslott, begon in 1703. Het lag iets ten zuiden van het eiland en dekte de zuidelijke toegang tot Sint-Petersburg af. Door de Grote Noordse Oorlog had Peter de Grote haast en de bouw ging snel. Kronslott werd in mei 1704 opgeleverd en in juli 1704 kwam het al in actie tegen de Zweedse vloot.
De Zweden deden ook een aanval via de noordelijke route, waardoor ook hier versterkingen noodzakelijk werden. Niet alleen op Kotlin, maar ook op ondiepten tussen Kotlin en het vasteland werden forten aangelegd, de Kronstadt forten. Deze forten werden in de winter aangelegd. Op de plaats van het fort werden houten palen de bodem ingeslagen en de aldus afgesloten ruimte werd opgevuld met aarde en puin tot het eiland boven de waterspiegel uitstak. Er bleven twee kanalen open voor de scheepvaart van en naar Sint-Petersburg, maar deze werden bewaakt door de sterkste forten.
In 1710 gaf Peter de Grote opdracht het Kronslott fort te versterken. Russische werklui en Zweedse krijgsgevangenen werkten aan de versterking. In 1719 werd ook begonnen met de bouw van de kanalen, natte dokken en havens bij Kronstadt. In 1720 waren de havens voor de marine en de handel af en kreeg de stad ook zijn vorm. De Baltische Vloot was in 1703 opgericht en Kronstadt was vanaf het begin een belangrijke of zelfs de thuishaven van de vloot.

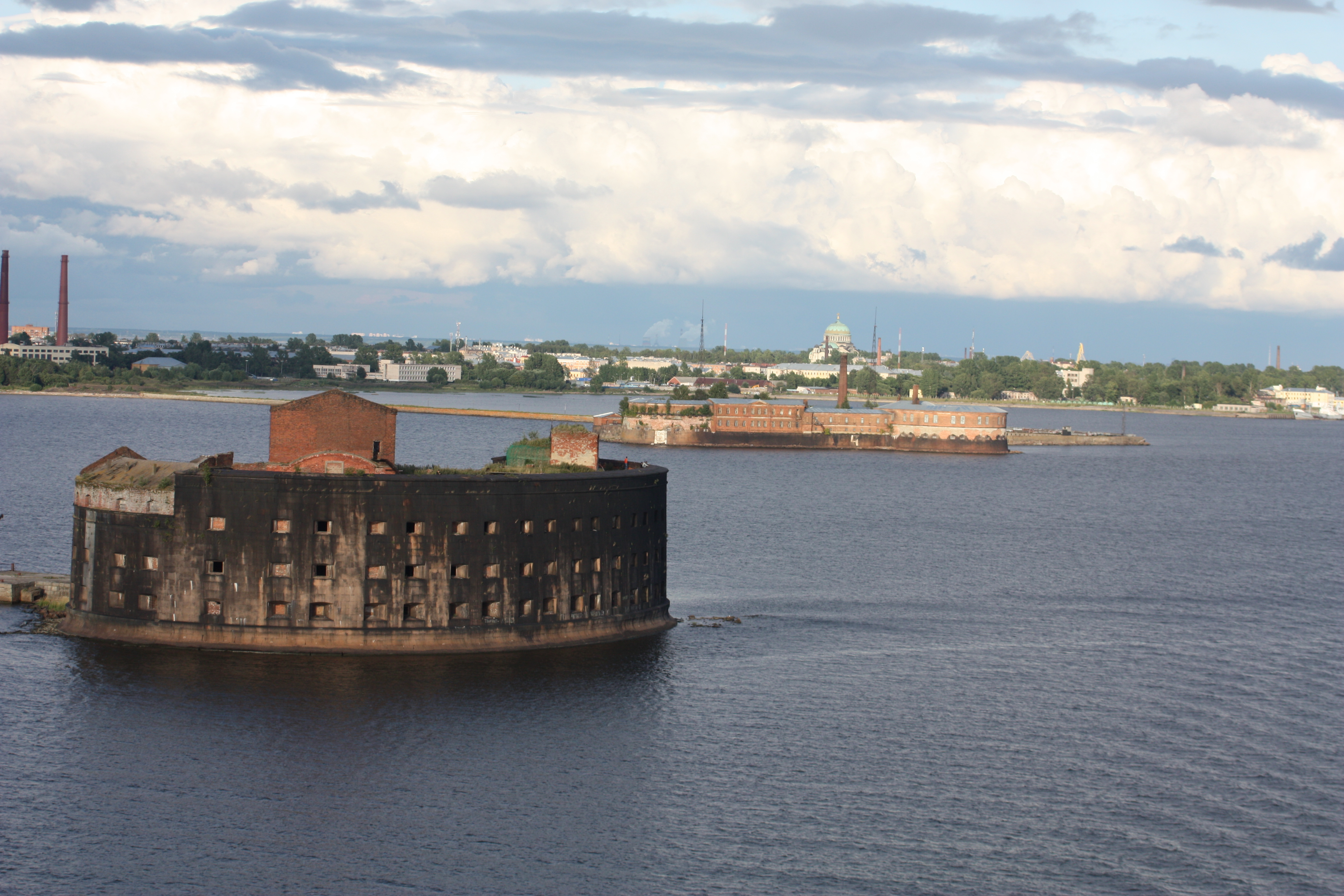
Fort Alexander met Kotlin op de achtergrond

De vooruitgang van het geschut maakte een continue modernisering van de forten noodzakelijk. Waren de eerste forten nog van hout gemaakt, na de grote overstroming van 1824 werd baksteen gebruikt. Deze hielden stand tegen de Britse vloot die tijdens de Krimoorlog actief was in de Oostzee. De vloot viel forten aan in de Finse Golf, het Russische leger hield zo’n 200.000 tot 300.000 man in de regio, die niet in het zuiden op de Krim ingezet konden worden en het scheepvaartverkeer van en naar Rusland werd geblokkeerd. Kronstadt is overigens nooit in handen van de Britten gevallen.
De forten telden drie etages waarop het geschut stond opgesteld, maar in de 19e eeuw waren ze aan vervanging toe. Op basis van de plannen van Eduard Totleben werd een nieuw fort, Constantine, gebouwd en tussen 1856 en 1871 nog eens vier batterijen in de zuidelijke toegang en zeven in de noordelijke toegang. Al deze batterijen waren laag en met aardewerk afgedekt en kregen Krupp-kanonnen in geschutskoepels.

### Opstand van 1921
De ontevredenheid onder de boeren en de industriearbeiders in de Sovjet-Unie uitte zich in 1920 en 1921 in een reeks boerenopstanden, die bekend werden als de Kronstadtopstand. Begin maart 1921 brak in Kronstadt, de marinehaven van toenmalig Petrograd, een opstand uit onder de matrozen van de Rode Vloot. Zij eisten een constituerende (grondwetgevende) vergadering en vrije handel. Kronstadt was een van de oorspronkelijke machtsbases van de bolsjewieken en de opstandige matrozen hadden een belangrijke rol gespeeld tijdens de Oktoberrevolutie.

### Tweede Wereldoorlog
Aan het eind van de jaren dertig was Kronstadt een zeer belangrijke marinehaven. In de haven lagen marineschepen, er waren dokken voor herstelwerkzaamheden en munitie lag er opgeslagen. In april 1939 kreeg de Baltische Vloot een nieuwe commandant, Vladimir Filipovitsj Triboets. Hij bleef tot februari 1946 op deze positie. Op 30 november 1939 begon de oorlog met Finland. Kronstadt lag in de frontlinie en de marineschepen en het geschut op het land ondersteunden het Russische leger dat vocht op de Karelische Landengte. Het beschikte over kanonnen met een kaliber tot 406 mm die doelen op 45 kilometer afstand konden raken. Er woonden zo’n 35.000 burgers op het eiland.
Het Molotov-Ribbentroppact gaf de Sovjet-Unie de mogelijkheid de Baltische Staten in te lijven. Zonder veel weerstand trokken de troepen in 1940 binnen en een groot deel van de Baltische Vloot en personeel werd overgebracht naar de haven van Tallinn. Op 22 juni 1941 viel het Duitse leger aan in Operatie Barbarossa. Tussen 10 en 20 juni waren al vliegtuigen gesignaleerd bij Kronstadt die zeemijnen plaatsten om de toegang tot de marinehaven en Sint-Petersburg te blokkeren. Hitler wilde de ontsnappingsmogelijkheid van de vloot naar het neutrale Zweden afsnijden en, eenmaal opgesloten achter het mijnenveld, de vloot vernietigen. De opmars van de Wehrmacht was zo snel dat eind augustus de marine en grote delen van het leger zich terugtrokken uit Tallinn. De vloot werd onderweg fel aangevallen en forse verliezen werden geleden. Vanaf 1 september 1941 was Kronstadt weer de thuishaven van de Baltische Vloot.
In september bereikten de Duitse troepen van legergroep Noord de kust tussen Oranienbaum en Leningrad. Hierbij vielen ook diverse vliegvelden in hun handen. Pamfletten werden uit Duitse vliegtuigen gestrooid met de tekst “Leningrad tot op de grond! Kronstadt tot in de zee!”. Zware luchtaanvallen van de Luftwaffe volgden. Tussen 21 en 28 september 1941 vielen per dag tussen de 100 en 300 toestellen de stad en marinefaciliteiten aan. Water en elektriciteit werkten niet meer. Op 23 september werd het munitiemagazijn van het slagschip Marat geraakt, waardoor die ontplofte. Meer luchtdoelkanonnen werden geplaatst waardoor de Luftwaffe voorzichtiger werd.
Eind 1941 was de zee rond Kronstadt bevroren. In 1921 was al duidelijk dat het eiland hierdoor kwetsbaar was en extra maatregelen werden genomen om een aanval over de dichte zee te voorkomen. In november probeerden de Duitsers en de Finnen het eiland te benaderen, maar in beide gevallen werden ze vroegtijdig ontdekt en de aanval werd afgeslagen.
Duikboten van de basis deden aanvallen op Duitse schepen in de Oostzee. Ze boekten successen, maar de eigen verliezen waren ook hoog; in 1941 verloor de Baltische Vloot 21 duikboten. De Duitsers blokkeerden succesvol de Finse Golf met zeemijnen en netten. In 1943 gingen geen schepen ten onder als gevolg van acties van Russische onderzeeboten. Pas in 1944, na de vrede met Finland, kreeg de marine de beschikking over nieuwe bases aan de Finse kust en kreeg de onderzeebootoorlog een nieuwe impuls. In 1945 werden onder andere de Wilhelm Gustloff en Steuben getorpedeerd met een groot verlies aan mensenlevens tot gevolg.

## Bezienswaardigheden

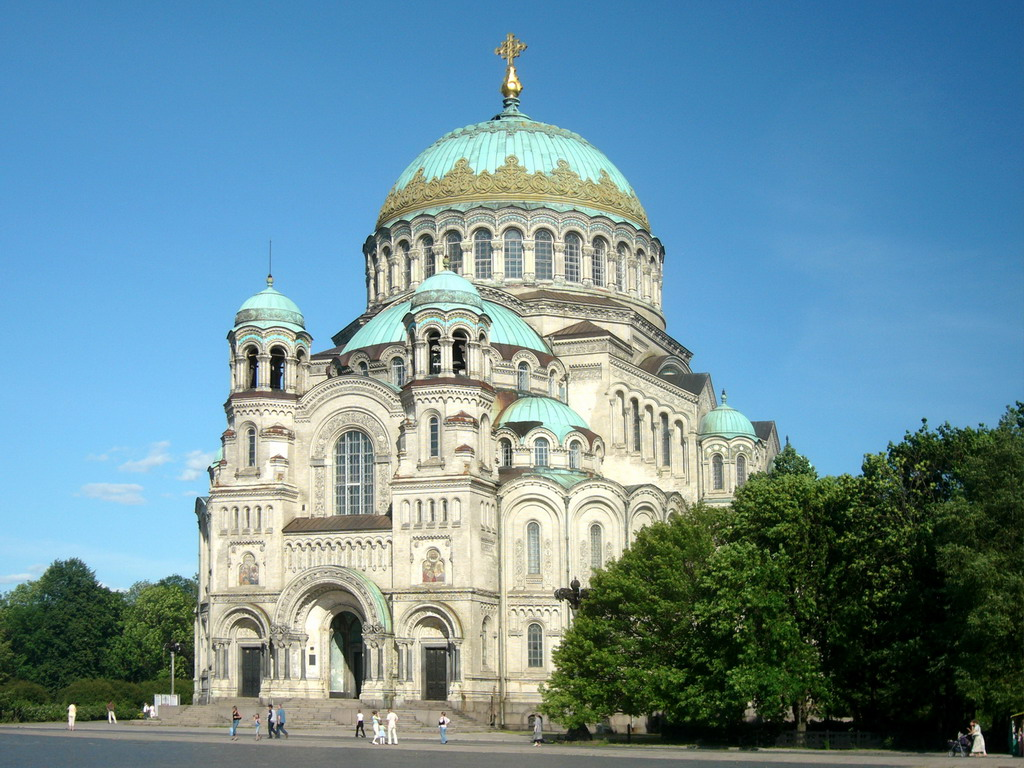
De Marinekathedraal of Nicolaaskathedraal

Kronstadt speelde vanaf het begin een centrale militaire rol in de verdediging van Sint-Petersburg en was een belangrijke marinehaven. In en rond de stad liggen diverse verdedigingswerken. De stad ligt op de oostelijke helft van Kotlin en aan de westkant van de stad ligt nog een oude gracht als verdedigingslinie. Het marinecomplex, doorkruist met toegangskanalen en natte dokken, ligt centraal met daaromheen de stad. Alleen in het zuiden grenst het complex direct aan de havens en de zee.
De bouw van de Marinekathedraal van Kronstadt begon in 1902 door tsaar Nicolaas II. De kathedraal werd in 1929 gesloten en diende achtereenvolgens als opslagruimte, bioscoop, concertzaal en museum. De Russisch-orthodoxe Kerk kende een opleving na de val van het communistische regime in 1991 en de restauratiewerkzaamheden werden in 1995 gestart. De Russische president Dmitri Medvedev huldigde in augustus 2012, samen met de orthodoxe patriarch Kirill, de gerestaureerde Sint-Nikolaskathedraal in.

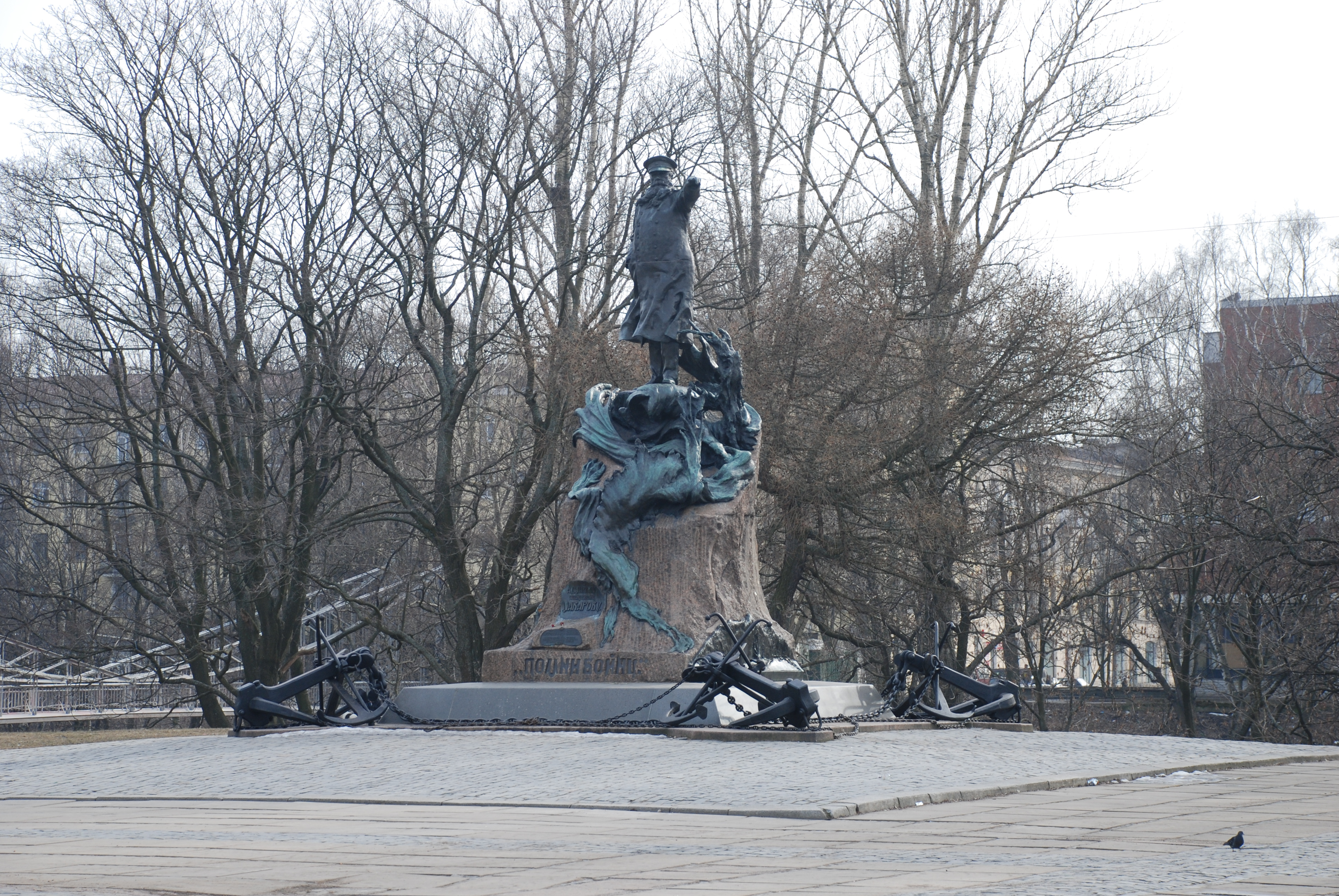
Stepan Makarov monument in Kronstadt

De Andreaskathedraal werd gebouwd tussen 1805-1817, maar deze werd in 1932 gesloopt.
Op het plein voor de kathedraal staat een monument voor admiraal Stepan Makarov (1849-1904). Hij leverde een belangrijke bijdrage aan de ontwikkeling van marineschepen in het algemeen en die van torpedoboten in het bijzonder. In 1877 lanceerde hij als eerste een torpedoaanval op een vijandig schip. Makarov was ook intensief betrokken bij de bouw van de eerste ijsbreker, de Jermak. Hij was vijf jaar de commandant van Kronstadt. In 1904 kwam hij om in de strijd tegen Japan in het Verre Oosten.

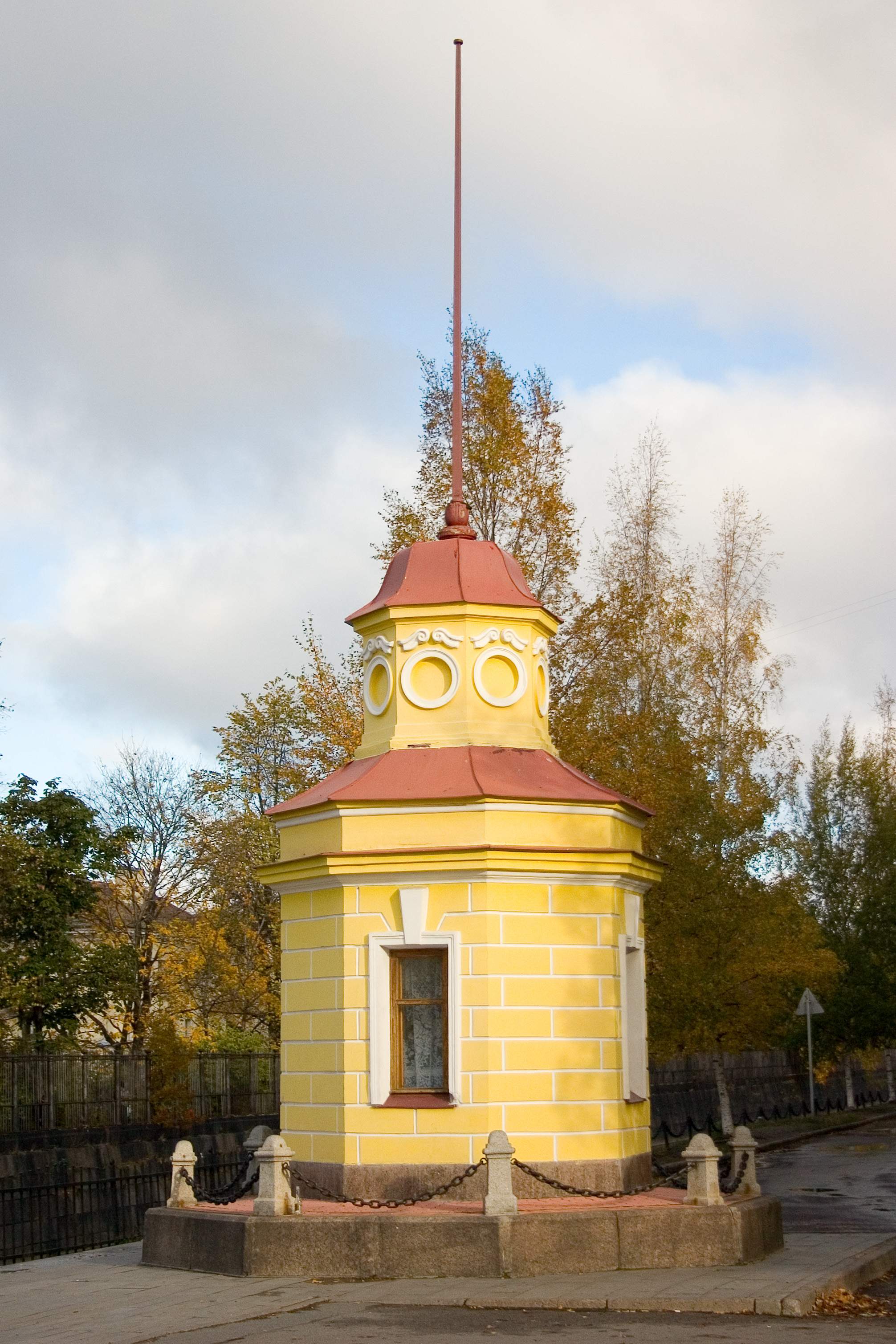
Kronsjtadtse Peil

Direct ten westen van het marinecomplex bevindt zich het merkteken voor het Kronstadtpeil, het referentiepunt voor de hoogtebepaling in diverse Oost-Europese landen.

## Geboren
- Nikolaj Goemiljov (1886–1921), dichter en ontdekkingsreiziger
- Pjotr Kapitsa (1894–1984), natuurkundige en Nobelprijswinnaar (1978)
- Sergej Revjakin (1995), voetballer

## Naslagwerk
- (en)  Harrison E. Salisbury The 900 days; The siege of Leningrad. Uitgeverij: Da Capo Press, ISBN 0-306-81298-3 of ISBN 978-2-306-81298-3

- Biblioteca Nacional de España: XX456185
- Bibliothèque nationale de France: cb15360739k (data)
- Gemeinsame Normdatei: 5054224-2
- Library of Congress Control Number: n79131127
- MusicBrainz: 0e4d8f2d-e60e-4cc0-bf0e-8f656f2b8cca
- Nationale Bibliotheek van Tsjechië: ge159818
- Nationale Bibliotheek van Israël: 987007555089605171
- Système universitaire de documentation: 17061834X
- Virtual International Authority File: 158267866
- WorldCat: E39PBJhH6FwqVgRqh8dFYMM3wC

Dal van de Bikinrivier (met Centraal Sichote-Alingebergte) · Koerse Schoorwal · Ensemble van het Ferapontovklooster · Gouden bergen van Altaj · Hemelvaartskerk, Kolomenskoje · Historisch en architectonisch complex van het Kremlin van Kazan · Kizji Pogost · Baikalmeer · Citadel, oude stad en vestingwerken van Derbent · Historische monumenten van Novgorod en omgeving · Kremlin en Rode Plein, Moskou · Ensemble van het Novodevitsjiklooster · Historisch centrum van Sint-Petersburg en bijbehorende groepen van monumenten · Cultureel en historisch ensemble van de Solovetski-eilanden · Geodetische boog van Struve · Architectonisch ensemble van de Triniti Sergius Lavra in Sergiev Posad · Uvs Nuurbekken · Maagdelijke wouden van Komi · Vulkanen van Kamtsjatka · Westelijke Kaukasus · Witte monumenten van Vladimir en Soezdal · Natuurlijk systeem van het Wrangel-eilandreservaat · Historisch centrum van de stad Jaroslav · Historisch en archeologisch complex van Bolgar · Landschappen van Daurië · Hemelvaartkathedraal en -klooster van het dorpseiland Svijasjk · Kerken van de architectuurschool van Pskov · Petrogliefen van het Onegameer en de Witte Zee · Cultureel landschap van het Kenozeromeer